# Rampachodavaram
Rampachodavaram, est une ville du district d'Alluri Sitharama Raju dans l'État d'Andhra Pradesh en Inde. 
Lors du recensement de l'Inde de 2011 la ville comptait 9 952 habitants.